# Pepijn van Senlis
Pepijn van Senlis (circa 846 - 893) was een Frankische edelman uit het huis der Herbertijnen.

## Levensloop
Pepijn was een zoon van graaf Pepijn van Vermandois, een afstammeling van Karel de Grote. 
Na de dood van zijn vader omstreeks 850 werd hij graaf van Vermandois en Senlis. In 877 werd Pepijn ook voor het eerst genoemd als heer van Valois, dat in 886 werd verheven tot een graafschap. Daarnaast was hij samen met zijn broer Herbert I een tegenstander van koning Odo I van Frankrijk en kroonden ze in 893 Karel de Eenvoudige tot tegenkoning.
Pepijn en zijn echtgenote, wier naam niet is overgeleverd, kregen volgende kinderen:
- Pepijn III (876-922), graaf van Senlis
- Bernard (885 - na 949), graaf van Beauvais

Hij overleed in 893. Zijn jongere broer Herbert I volgde hem op als graaf van Vermandois en Valois, terwijl zijn zoon Pepijn III Senlis erfde.